# Tiona (luna)
Tiona (starogrško Θυώνη: Tíone) je Jupitrov naravni satelit (luna). Spada med nepravilne lune z retrogradnim gibanjem. Je članica Anankine skupine Jupitrovih lun, ki krožijo okoli Jupitra v razdalji od 19,3 do 22,7 Gm in imajo naklon tira okoli 150°. 
Luno Tiono je leta 2001 odkrila skupina astronomov, ki jo je vodil Scott S. Sheppard z Univerze Havajev. Prvotno so jo označili kot S/2003 J 2. Znana je tudi kot Jupiter XXIX. Ime je dobila po Tioni iz grške mitologije . Tiona je znana tudi pod imenom Semele. Bila je ena izmed ljubic Zevsa.
Luna Tiona ima premer okoli 4 km in obkroža Jupiter v povprečni razdalji 21,406.000 km. Obkroži ga v  639,803  dneh  po tirnici z veliko izsrednostjo, ki ima naklon tira okoli 147 ° glede na ekliptiko in enak naklon na ekvator Jupitra. 
Njena gostota je ocenjena na 2,6 g/cm3, kar kaže, da je sestavljena iz kamnin. Verjetno je ostanek razpadlega asteroida. 
Luna izgleda zelo temna, njena odbojnost je 0,04. Navidezni sij je 22,3 m.